# Groen zeepurperschaaltje
Groen zeepurperschaaltje (Lecidella viridans) is een soort uit het geslacht purperschaaltje (Lecidella). Het komt voor op steen en leeft in symbiose met een chlorococcoïde alg.

## Determinatie
Het thallus is dun, schilferig of fijn korrelig. De kleur is grijs- tot groen-geel. De apotheciën hebben een diameter van 0,2–0,3 mm in. Het hymenium heeft een hoogte van 50–60 µm. Het hypothecium is kleurloos tot bleekstrogeel. De ascosporen meten 9,5–12 × 5–7 µm. Het heeft de volgende kleurreacties: thallus C+ (oranje).

## Verspreiding
Groen zeepurperschaaltje komt voor in Noord-Amerika, Europa en Zuid-Afrika. De soort staat op de Nederlandse Rode Lijst in de categorie 'verdwenen'.